# Por Todo Chile
Por Todo Chile fue una coalición electoral chilena que agrupó al Partido Progresista (PRO), al País, así como a diversos movimientos políticos de izquierda e independientes para las elecciones parlamentarias y de consejeros regionales de 2017.
Los objetivos comunes del pacto fueron la creación de una nueva Constitución Política de la República de Chile mediante una asamblea constituyente, un nuevo sistema económico y la autonomía de los pueblos originarios. Existía únicamente como tal en las elecciones parlamentarias y de consejeros regionales, ya que en la elección presidencial cada partido apoyó a un candidato por separado: Marco Enríquez-Ominami por el PRO y Alejandro Navarro por el País.
La lista logró elegir a una diputada (Marisela Santibáñez) militante del PRO. Para la segunda vuelta presidencial, tanto Enríquez-Ominami como Navarro decidieron entregar su respaldo al candidato de La Fuerza de la Mayoría, Alejandro Guillier. Debido a que ninguna de las dos colectividades integrantes alcanzó los mínimos para su existencia legal como partido, ambos anunciaron su fusión el 15 de diciembre de 2017, en el partido País Progresista (PRO País).

## Composición
Estaba conformada por el Partido Progresista y País, a los que se sumaron otras agrupaciones de izquierda y de carácter regionalistas que no pertenecían ni a la Nueva Mayoría ni al Frente Amplio, como el Movimiento de Izquierda Revolucionaria, el Movimiento de Izquierda Independiente, el Movimiento por la Asamblea Constituyente, el Partido Independiente de Arica, y la Acción Regionalista del Maule.
Los líderes de los partidos que conformaron la coalición son:
| Partido             | Presidente   | Coalición anterior     |
| ------------------- | ------------ | ---------------------- |
| Partido Progresista | Camilo Lagos | Yo Marco por el Cambio |
| País                | Jonatan Díaz | Ninguna                |

## Resultados electorales

### Elecciones parlamentarias
|  | 3,92 % |

|  | 1,38 % |

### Elecciones de consejeros regionales
| Elección | Votos   | % de votos      | Escaños |
| -------- | ------- | --------------- | ------- |
| 2017     | 210 897 | \| \| 3,63 % \| | 2/278   |
|          | 3,63 %  |                 |         |